# Делфін Арно
Дельфін Арно (нар. 4 квітня 1975) — французька підприємиця у сфері моди, мільярдерка, колекціонерка мистецтва. Директор і виконавча віцепрезидент Louis Vuitton (LVMH Group).

## Ранні роки
Дельфін Арно — старша дитина Бернара Арно та його першої дружини Anne Dewavrin. Має молодшого брата Антуана Арно. У 7—10 років її сім'я жила у Нью-Йорку, де вона навчалася в Французько-Американській школі. Пізніше здобула ступінь у  Лондонській школі економіки та EDHEC бізнес школі (Ecole des Hautes Etudes Commerciales du Nord).

## Кар'єра
Дельфін Арно почала свою кар'єру в McKinsey & Company, де працювала протягом двох років, а у 2000 році почала працювати в LVMH
З 2003 року Дельфін Арно — членкиня правління групи LVMH, перша жінка та наймолодша особа, яка обіймала цю посаду.
Крім того Арно — членкиня ради директорів Moët Hennessy і M6 та керуюча партнерка компанії з управління капіталом.
У 2008 році Арно стала заступницею голови дизайнерського бюро Christian Dior Couture, але в 2013 році вона лишила цю посаду, щоб приєднатися до Louis Vuitton як директор і виконавча віцепрезидент
У травні 2014 року Дельфін Арно заснувала міжнародний конкурс молодих модельєрів LVMH Prize. Метою групи LVMH є виявлення талантів і креативу нових дизайнерів: «Необхідно визнавати талант і креативність, а також шляхи, якими ми можемо найкращим чином допомогти розвитку їхнього бізнесу», — підтвердила вона

### У радах директорів
- Gagosian Gallery, членкиня ради директорів (з 2021)[15]
- 20th Century Fox, членкиня ради директорів (з 2013)[16][17]
- Céline, членкиня ради директорів (з 2011 р.)
- Pucci, членкиня ради директорів (з 2007 р.)
- Loewe, членкиня ради директорів (з 2002 р.)
- Ferrari, членкиня ради директорів[18]
- Havas, членкиня ради директорів (2013–2019)[16]

## Особисте життя
24 вересня 2005 року Дельфін Арно вступила у шлюб з Алессандро Валларіно Ганчіа, спадкоємцем італійського винороба Gancia. У 2010 році вони розлучилися .
Зараз Дельфіна Арно живе зі своїм партнером, французьким бізнесменом Ксав'є Ніелем, з яким має двох дітей: доньку Елізу (народилася 17 серпня 2012 року), і сина Джозефа (народився 20 вересня 2016 року).